# ジ・アーガス・ビル

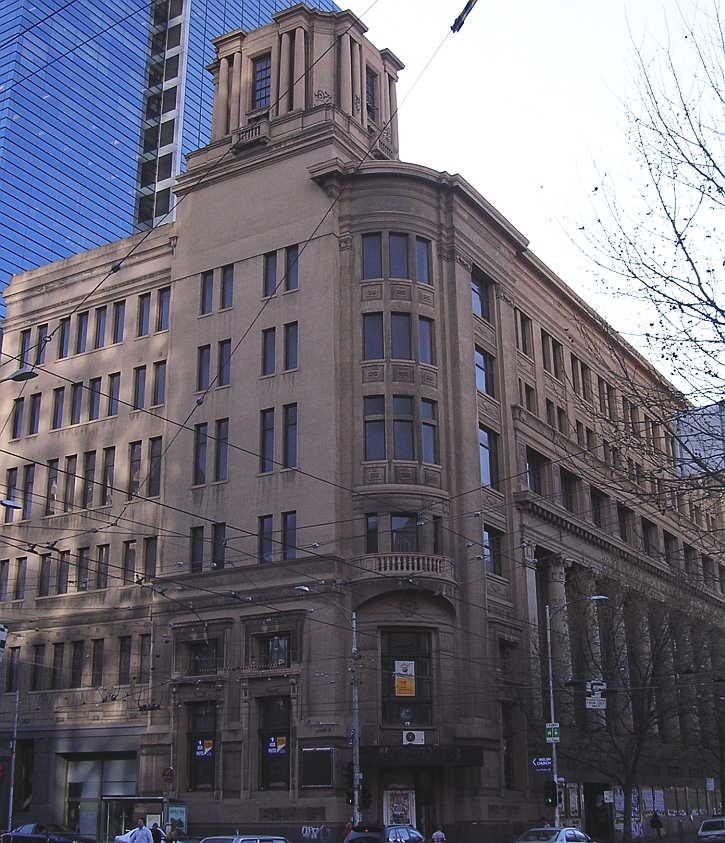
1926年に新聞社の本社としてラ・トローブ通りに開設したゴッドフレイ&スパーワーズの設計によるジ・アーガス・ビル

ジ・アーガス・ビル（英語: The Argus Building）は、オーストラリアのメルボルンにあるラ・トローブ通りとエリザベス通りの角にあるビルであり、1926年から1956年までの30年間におけるジ・アーガスの建物として有名である。オーストラリア・ナショナル・トラストによって分類された上で、ビクトリア州文化遺産リストに登録されている。2012年にはオーストラリアの危険に晒される恐れのある遺産建築物トップ10の1つと評価されている。2016年10月現在、このビルはメルボルン工科大学のメルボルン・キャンパスになっている。

## 歴史
1855年の地図には、現在ジ・アーガス・ビルがある場所に聖ヨハネ教会と学校があったことが示されている。さらに1880年から1905年までの公文書にはエリザベス通り沿いにある2階建ての店が教会と並んで建っていたことが示されている。
この場所は多くの労働者と、発行部数の多い活版印刷を用いた新聞を生産する製版・印刷工場を収容する6階建ての専用ビル開発のために、ジ・アーガスとオーストラレシアン・ポストの出版社に買収された。この件については、1926年9月9日に発行された特別付録「マイホームへようこそ（Entering the New Home）」において詳細に説明されている。
金銭的損失から20年後の1957年1月19日（土曜日）にこのビルからジ・アーガスの最終版が姿を見せた。新聞社の閉鎖後にジ・オーストラレシアン、パシフィック・マガジンズ、ラジオや商業印刷事業における別業務を含む企業運営の継続が発表された。
2004年、ラ・トローブ大学は地下商店街だけではなく大学の法学部と経営学部も入るビルを再開発する目的で、ジ・アーガス・ビルを800万ドルで購入した。ビル改装に伴う高額見積の影響で、ラ・トローブ大学は2010年にメルボルン工科大学の経営者であるシェシュ・ゲールに1500万ドルでビルを売却し、このビルは2016年10月に再開した大学のメルボルン・キャンパスに改造された
。